# Redwatch
 (octobre 2023).
La mise en forme du texte ne suit pas les recommandations de Wikipédia : il faut le « wikifier ».
Les points d'amélioration suivants sont les cas les plus fréquents. Le détail des points à revoir est peut-être précisé sur la page de discussion.
- Les titres sont pré-formatés par le logiciel. Ils ne sont ni en capitales, ni en gras.
- Le texte ne doit pas être écrit en capitales (les noms de famille non plus), ni en gras, ni en italique, ni en « petit »…
- Le gras n'est utilisé que pour surligner le titre de l'article dans l'introduction, une seule fois.
- L'italique est rarement utilisé : mots en langue étrangère, titres d'œuvres, noms de bateaux, etc.
- Les citations ne sont pas en italique mais en corps de texte normal. Elles sont entourées par des guillemets français : « et ».
- Les listes à puces sont à éviter, des paragraphes rédigés étant largement préférés. Les tableaux sont à réserver à la présentation de données structurées (résultats, etc.).
- Les appels de note de bas de page (petits chiffres en exposant, introduits par l'outil «  Source ») sont à placer entre la fin de phrase et le point final[comme ça].
- Les liens internes (vers d'autres articles de Wikipédia) sont à choisir avec parcimonie. Créez des liens vers des articles approfondissant le sujet. Les termes génériques sans rapport avec le sujet sont à éviter, ainsi que les répétitions de liens vers un même terme.
- Les liens externes sont à placer uniquement dans une section « Liens externes », à la fin de l'article. Ces liens sont à choisir avec parcimonie suivant les règles définies. Si un lien sert de source à l'article, son insertion dans le texte est à faire par les notes de bas de page.
- La présentation des références doit suivre les conventions bibliographiques. Il est recommandé d'utiliser les modèles {{Ouvrage}}, {{Chapitre}}, {{Article}}, {{Lien web}} et/ou {{Bibliographie}}. Le mode d'édition visuel peut mettre en forme automatiquement les références.
- Insérer une infobox (cadre d'informations à droite) n'est pas obligatoire pour parachever la mise en page.

Pour une aide détaillée, merci de consulter Aide:Wikification.
Si vous pensez que ces points ont été résolus, vous pouvez retirer ce bandeau et améliorer la mise en forme d'un autre article.
Redwatch est un site Web britannique associé à des membres du parti d'extrême droite British People's Party. Il publie des photographies et des informations personnelles sur des militants présumés d'extrême gauche et antifascistes. Il cible généralement les militants des partis politiques de gauche, des groupes de pression, des syndicats et les médias. Le slogan du site Web est « Souvenez-vous des lieux, des visages de traîtres, ils vont tous payer pour leurs crimes », citation du musicien Ian Stuart Donaldson.
Les informations recueillies par Redwatch sont indexées par ville ou région. Un grand nombre des personnes répertoriées sont membres de l’Unite against fascisme ou d’autres groupes antiracistes ou de gauche. Certains membres du Parti travailliste, libéraux démocrates et conservateurs figurent également sur la liste. Les syndicalistes, en particulier les enseignants et les journalistes, figurent en bonne place dans les listes. Il existe des dizaines de photographies d'anarchistes et de manifestants à numéro unique.

## Histoire
Redwatch, un magazine néo-nazi, a été publié pour la première fois en mars 1992, alors que son slogan était « oderint dum metuant » : « Qu'ils détestent aussi longtemps qu'ils craignent » (Citation de Caligula).
Le site Web dans sa forme actuelle a été hébergé par Simon Sheppard, un ancien membre du British National Party (BNP) qui a été exclu de l'organisation après avoir distribué un tract que la direction du BNP considérait comme une violation à première vue de la législation relative à la discrimination raciale. Parmi les autres contributeurs BNP à Redwatch, il y avait Adrian Marsden (ancien conseiller du BNP à Halifax), Mike Lester (alors organisateur du parti à Stockport, nommé "Activiste[réf. nécessaire] de l'année" lors du festival Red, White and Blue organisé par le parti), Trevor Agnew. (Organisateur du comté de Durham et confident de Nick Griffin, alors dirigeant du BNP) Mark Collett (alors organisateur du Yorkshire BNP), Keith McFarlane (un activiste[réf. nécessaire] de premier plan du Sunderland à l'époque) et d'autres. Le 1er mai 2005, le domicile de Sheppard à Hull a été perquisitionné par la police qui avait enquêté sur "une incitation à la haine raciale".
En janvier 2004, des questions concernant la légalité du site Web Redwatch ont été soulevées à la Chambre des lords. Le Home Office a déclaré que l'inscription d'informations publiques en ligne n'était pas un crime.
Le site Web a été fortement critiqué par le Congrès des syndicats et de nombreux syndicats affiliés. À la suite du congrès annuel du TUC en septembre 2004, où une résolution anti-Redwatch a été adoptée, le secrétaire général du TUC, Brendan Barber, a écrit au ministre de l'Intérieur, David Blunkett, demandant une réunion pour discuter de la question. De nouvelles discussions et correspondances avec des membres du gouvernement ont suivi. En mars 2005, une réunion a eu lieu avec le ministre de l'Intérieur, Charles Clarke. Le TUC a promis de fournir au ministre de l'Intérieur des exemples d'expériences vécues par des syndicalistes et d'autres militants de gauche à la suite de la publication de leurs coordonnées sur Redwatch, tandis que le ministre de l'Intérieur a promis de mener des discussions avec la police sur ce qui pourrait fait pour arrêter les activités du site.
Le site Web est temporairement devenu indisponible vers le 6 décembre 2008, toutes ses URL menant directement à une page d'erreur ou au fournisseur de services Internet. Il est revenu plus tard ce mois-ci. Le 2 mars 2013, l'antifasciste Hope not Hate affirma que la police avait arrêté Kevin Watmough de Redwatch et confisqué ses ordinateurs aux fins d'enquêtes.
Redwatch justifie son contenu en réaction aux sites Web et magazines de gauche qui affichent un contenu similaire: "Photographies et informations sur les Rouges qui tentent de harceler et d’attaquer les nationalistes britanniques et leurs familles. La boue rouge nous cible, Redwatch les joue à leur propre jeu" . Les justifications fournies par le site Web incluent un courrier électronique diffusé en août 2001 par l'Anti-Nazi League, contenant les adresses personnelles de Nick Griffin (chef du parti du Parti national britannique) et de sa mère, qui participait à l'organisation d'un festival du BNP.

## Redwatch hors de Grande-Bretagne
Le site Web britannique contient des liens vers des sites Redwatch en Pologne, en Allemagne, aux Pays-Bas et en Nouvelle-Zélande. Depuis janvier 2007, les liens fournis pour la Nouvelle-Zélande, l'Allemagne et les Pays-Bas ont conduit à un Blogspot sans publication, à un site cybersquatté non lié et à un lien mort, respectivement. Le site polonais était toujours actif en 2016.
En 2010, trois hommes ont été condamnés à une peine d'emprisonnement de courte durée (jusqu'à un an et demi) pour leur rôle dans l'édition du site Redwatch de Pologne.